# 다우기술

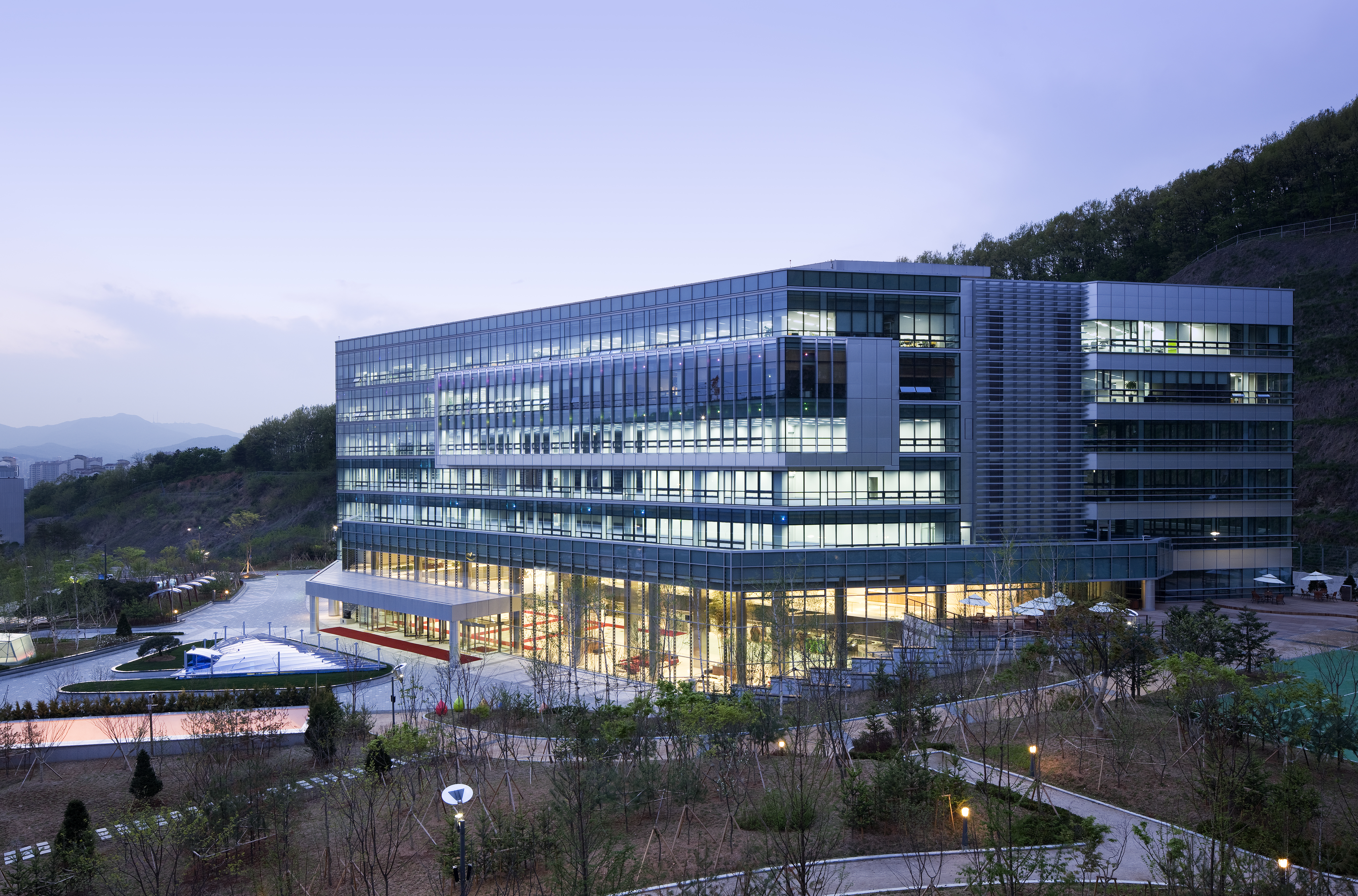
다우기술 사옥

다우기술(한국: 023590)은 1986년에 설립된 IT 서비스 전문 기업이다. 주요 사업은 기업용 소프트웨어 개발, 시스템(SI)통합 및 컨설팅, IT 아웃소싱, 인터넷 서비스이다. 경기도 용인시 수지구 디지털벨리로 81, 디지털스퀘어 6층 (죽전동)에 위치해 있다.

## 기업 정보
다우기술은 1986년 1월 9일 설립, 대한민국의 IT벤처기업으로 시작했다. 현재는 '키움증권'과 '사람인HR' 등을 비롯해 IT·금융·서비스·콘텐츠 분야의 20개의 관계사를 가진 종합 디지털서비스그룹이다.
창업 초기 외산 솔루션의 한글화 사업을 추진하며 당시 인포믹스 RDBMS의 한글화 사업과 한글 VGA보드 개발 등을 수행하였고 1995년에는 넷스케이프의 웹브라우저를 처음으로 도입하였다. 2000년대에 들어서 수익성 개선을 위한 사업구조 개편으로 하드웨어 사업 비중을 축소하여 소프트웨어와 서비스 중심의 사업구조를 이루고 IBM, VMware, Citrix, RedHat 등 글로벌 소프트웨어 기업과 사업제휴를 하고 있다. 2008년에 자회사였던 유니텔네트웍스와 합병하여 자체 인터넷 서비스 사업을 확보하고 뿌리오, 엔팩스, 미니섬, 다우페이, 유니크로, 도넛북, 스마트푸시, 알뜰장문 등을 서비스 하고 있다. 2010년에는 자체 CRM 서비스인 스마트프로세스(SmartProcess), 팀 단위 업무관리 SaaS 서비스인 TeamOffice를 개발하였다. 2011년에는 웹-모바일을 잇는 기업용 SNS 오피스톡, 이어 2014년에는 협업과 소통을 기반으로 한 차세대 그룹웨어 솔루션 다우오피스(DaouOffice)를 출시하여 성공적으로 사업 수행 중에 있다.
최근 다우기술은 영화, 드라마 등 영상 콘텐츠 사업과 Virtual IDC 및 네트워크 운영사업을 신규사업으로 집중하고 있다. 영상 콘텐츠 사업은 영화 제작 등을 포함한 투자부문과 부가판권 사업에서 안정적인 수익창출을 기대하고 있으며, IPTV 등 다양한 스마트기기를 위한 엔터테인먼트 콘텐츠 확보를 통해 새로운 부가수익을 창출하고 있다. 다우IDC(가상IDC)사업은 네트워크 운영사업을 포함하며 사업영역을 확대하고 있다.